# Episinus mucronatus
Episinus mucronatus är en spindelart som först beskrevs av Simon 1894.  Episinus mucronatus ingår i släktet Episinus och familjen klotspindlar.
Artens utbredningsområde är Singapore. Inga underarter finns listade i Catalogue of Life.